# Сан-Жозе-ду-Риу-Парду
Сан-Жозе-ду-Риу-Парду (порт. São José do Rio Pardo)  —  муниципалитет в Бразилии, входит в штат Сан-Паулу. Составная часть мезорегиона Кампинас. Входит в экономико-статистический  микрорегион Сан-Жуан-да-Боа-Виста. Население составляет 54 141 человек на 2006 год. Занимает площадь 419,017 км². Плотность населения — 129,2 чел./км².

## История
Город основан 20 марта 1885 года.

## Статистика
- Валовой внутренний продукт на 2003 составляет 624.901.901,00 реалов (данные: Бразильский институт географии и статистики).
- Валовой внутренний продукт на душу населения на 2003 составляет 11.953,67 реалов (данные: Бразильский институт географии и статистики).
- Индекс развития человеческого потенциала на 2000 составляет 0,815 (данные: Программа развития ООН).

## География
Климат местности: субтропический. В соответствии с классификацией Кёппена, климат относится к категории Cwa.